# Luis Gutiérrez Jodra
Luis Gutiérrez Jodra (Madrid, 25 de octubre de 1922-Madrid, 4 de agosto de 2017) fue un químico, experto en energía nuclear y catedrático español que, entre otros cargos, fue miembro del Comité Científico Asesor del Organismo Internacional de Energía Atómica y supervisor científico en Naciones Unidas

## Formación y trayectoria profesional
Licenciado en 1945, se doctoró en 1949 en Ciencias Químicas por la Universidad Complutense de Madrid. Ese mismo año ingresaría en la Junta de Energía Nuclear, de la que llegaría a ser director.
En 1951 se trasladó a Estados Unidos para ampliar su formación en el Instituto de Estudios Nucleares de la Universidad de Chicago con una beca concedida por el Ministerio de Asuntos Exteriores.
Tras un periodo en España en 1955, durante el que obtuvo la cátedra de Química Técnica en la Facultad de Ciencias de la Universidad de Valladolid, volvió e EE. UU. para  realizar una diplomatura en Ciencias e Ingeniería Nuclear en el Laboratorio Nacional Argonne, en Lemont (Illinois).
De vuelta a España, en 1958 obtuvo la cátedra de Física y Química de los Procesos Industriales en la Facultad de Ciencias de la UCM donde, además, fue vicerrector, implantando la especialidad de Cinética Química Aplicada.
En 1956 fue nombrado supervisor científico en Naciones Unidas y en 1958, consejero de Eurochemic, organismo dependiente de la OCDE, responsable del tratamiento de combustibles irradiados, donde llegaría a ser presidente entre 1968 y 1971.
En 1976 fue nombrado asesor de la Junta de Energía Nuclear.
En marzo de 1981 formó parte del primer Consejo de Seguridad Nuclear como vicepresidente, cargo que ocupó hasta octubre de 1987, encargándose de organizar la estructura para su funcionamiento.

## Membresía
Académico de número de la Real Academia de Ciencias Exactas, Físicas y Naturales, de la que fue vicepresidente entre 2003 y 2013.

## Reconocimientos y premios
- Hijo adoptivo de la ciudad de Guadalajara[1] y Medalla de Oro de la Provincia.[7]
- 1961 Encomienda de número de la Orden de Isabel la Católica por su contribución al desarrollo en México y Sudamérica.[2][1]
- 2001 Medalla de Honor al Fomento de la Invención.[8]
- 2005 Premio Otero Navascués.[7]
- 2008 Premio de Invención e Investigación en Química Aplicada de la Universidad de Sevilla.[8][7]

## Publicaciones
Selección de artículos publicados por la Real Academia de las Ciencias
- "En torno a la energía".[9]
- "El hidrógeno, combustible del futuro".[10]
- "España y la energía: un punto de vista académico".[11]
- "Cambio climático: prolegómenos, consecuencias previsibles y posibles mitigaciones".[12]